# Cliëntgerichte psychotherapie
Cliëntgerichte (psycho)therapie of rogeriaanse therapie is een vorm van psychotherapie waarin het inzicht van de patiënt (cliënt) in zichzelf centraal staat (-gericht). Actief luisteren is techniek die Rogers hiervoor gebruikt.
De vader van deze therapie is Carl R. Rogers. De rol van de psychotherapeut is het reflecteren van gevoelens, zonder vastgestelde therapeutische richting op te leggen (non-directief). Door gesprekken komt de patiënt tot inzichten en emoties die eerst verborgen bleven. Een ander kernwoord is empathie, het zich kunnen inleven in de gedachten en gevoelens van een ander. Dit dient niet alleen een vaardigheid van de psychotherapeut te zijn, het is bij Rogers de belangrijkste sociale vaardigheid.
Uitgangspunt is de stelling dat de patiënt een volwassen iemand is die best weet wat er met hem aan de hand is. Er zijn voldoende gezonde krachten in de cliënt aanwezig, zodat hij in staat is zelf zijn problemen op te lossen. De psychotherapeut die slechts een begeleidingsfunctie heeft werkt de genezing in de hand door zijn totale aanvaarding van de mens mét zijn problemen.

## Gerelateerde onderwerpen
- Humanistische psychologie
- Carl R. Rogers
- Psychologie
- Gadamer
- Counseling
- Kerncondities van de hulpverlening